# Winterkolder
Winterkolder is een tiendaagse ski-vakantie in Oostenrijk voor jongeren van tien tot twintig jaar oud met een amputatie. Het wordt sinds 1986 jaarlijks gehouden. Winterkolder is een project van de Stichting Kinderoncologische Vakantiekampen (SKOV).
Winterkolder is per jaar toegankelijk voor ongeveer dertig deelnemers. Het evenement is bedoeld voor jongeren bij wie door kanker een arm- of been is afgezet of die door de ziekte een verlamming aan arm of been hebben opgelopen. Er mogen elke editie een paar jongeren mee die geen arm- of beenproblemen hebben, maar wel net een kankerbehandeling hebben afgerond. Naast, op de eerste plaats, skilessen worden er alternatieve activiteiten georganiseerd.

## Organisatie
Winterkolder staat onder begeleiding van Oostenrijkse en Nederlandse skileraren (doorgaans met eenzelfde handicap) en van goed skiënde artsen, verpleegkundigen en fysiotherapeuten. Het evenement vindt meestal in januari plaats. Het dagelijks bestuur van moederstichting SKOV zetelt in Almere.